# Dorsum Zirkel

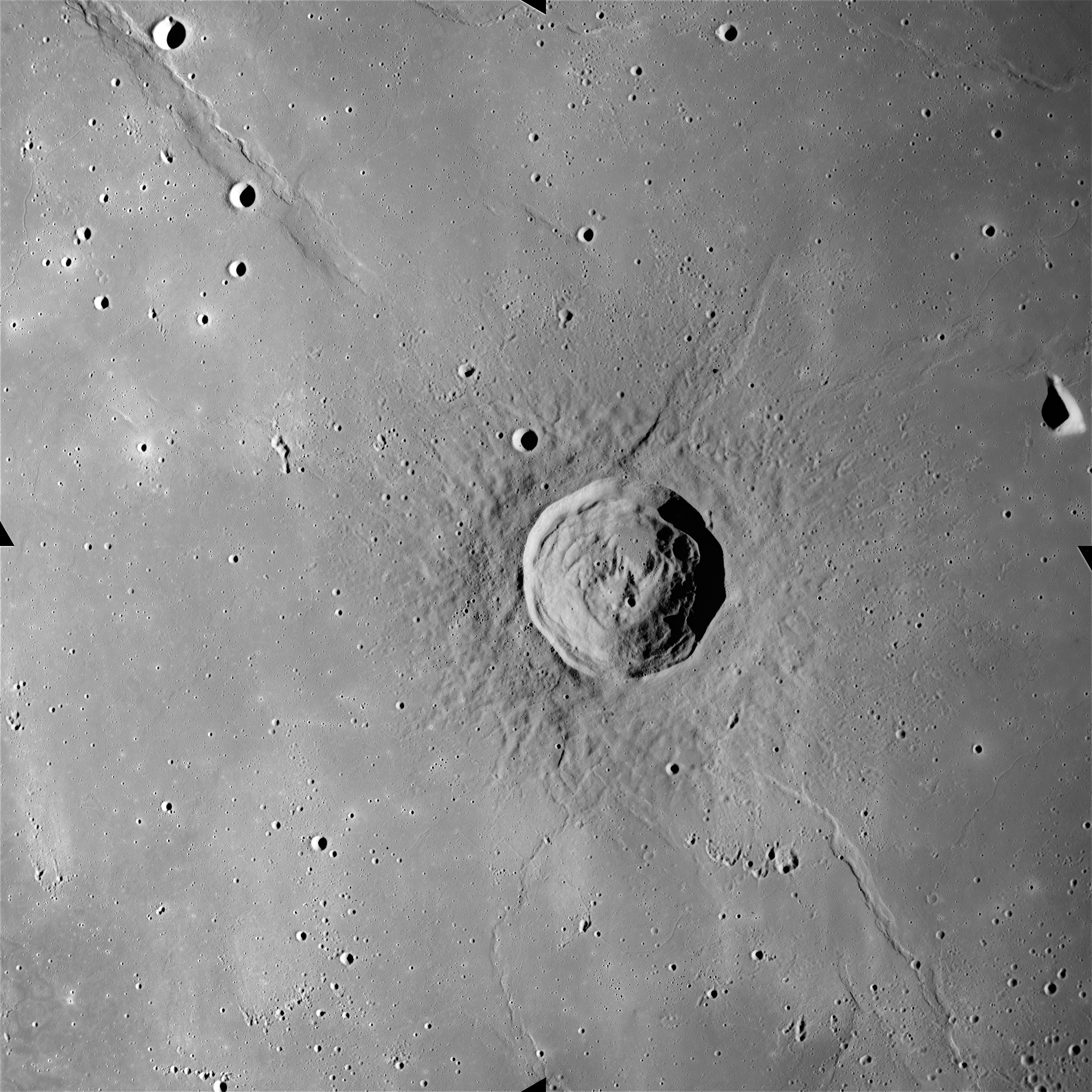
Krater Lambert (Dorsum Zirkel znajduje się w lewym górnym rogu zdjęcia wykonanego w trakcie misji Apollo 15)

Dorsum Zirkel – grzbiet na powierzchni Księżyca  o długości około 193 km. Znajduje się na współrzędnych selenograficznych ☾ 28,1°N 23,5°W/28,100000 -23,500000. Dorsum Zirkel jest położone na Mare Imbrium w pobliżu krateru Lambert.
Nazwa grzbietu została nadana w 1976 roku przez Międzynarodową Unię Astronomiczną i pochodzi od Ferdinanda Zirkla (1838-1912), niemieckiego geologa i petrografa.